# Аміт Кумар Дганкар
Аміт Кумар Дганкар (англ. Amit Kumar Dhankar; нар. 10 березня 1989, село Хумаюнпур, округ Рохтак, Хар'яна) — індійський борець вільного та греко-римського стилів, чемпіон та срібний призер чемпіонатів Азії, чотириразовий чемпіон срібний та бронзовий призер чемпіонатів Співдружності, чемпіон Ігор Співдружності, чемпіон Південноазійських ігор з вільної боротьби, срібний призер чемпіонату Співдружності з греко-римської боротьби.

## Життєпис
Боротьбою почав займатися з 2003 року. У 2006 році став срібним призером чемпіонату Азії серед кадетів.

## Спортивні результати на міжнародних змаганнях

### Виступи на Чемпіонатах світу
| Змагання                        | Збірна | Вагова категорія          | Місце |
| ------------------------------- | ------ | ------------------------- | ----- |
| Чемпіонат світу з боротьби 2014 | Індія  | вільна боротьба, до 65 кг | 19    |
| Чемпіонат світу з боротьби 2016 | Індія  | вільна боротьба, до 70 кг | 26    |
| Чемпіонат світу з боротьби 2017 | Індія  | вільна боротьба, до 70 кг | 19    |

### Виступи на Чемпіонатах Азії
| Змагання                       | Збірна | Вагова категорія          | Місце  |
| ------------------------------ | ------ | ------------------------- | ------ |
| Чемпіонат Азії з боротьби 2013 | Індія  | вільна боротьба, до 66 кг | Золото |
| Чемпіонат Азії з боротьби 2014 | Індія  | вільна боротьба, до 70 кг | 5      |
| Чемпіонат Азії з боротьби 2019 | Індія  | вільна боротьба, до 74 кг | Срібло |

### Виступи на Кубках світу
| Змагання                    | Збірна | Вагова категорія          | Місце |
| --------------------------- | ------ | ------------------------- | ----- |
| Кубок світу з боротьби 2014 | Індія  | вільна боротьба, до 70 кг | 6     |
| Кубок світу з боротьби 2017 | Індія  | вільна боротьба, до 70 кг | 8     |

### Виступи на Чемпіонатах Співдружності
| Змагання                                | Збірна | Вагова категорія                 | Місце  |
| --------------------------------------- | ------ | -------------------------------- | ------ |
| Чемпіонат Співдружності з боротьби 2007 | Індія  | вільна боротьба, до 66 кг        | Срібло |
| Чемпіонат Співдружності з боротьби 2007 | Індія  | греко-римська боротьба, до 66 кг | Срібло |
| Чемпіонат Співдружності з боротьби 2009 | Індія  | вільна боротьба, до 66 кг        | Бронза |
| Чемпіонат Співдружності з боротьби 2011 | Індія  | вільна боротьба, до 66 кг        | Золото |
| Чемпіонат Співдружності з боротьби 2013 | Індія  | вільна боротьба, до 66 кг        | Золото |
| Чемпіонат Співдружності з боротьби 2016 | Індія  | вільна боротьба, до 70 кг        | Золото |
| Чемпіонат Співдружності з боротьби 2017 | Індія  | вільна боротьба, до 70 кг        | Золото |

### Виступи на Іграх Співдружності
| Змагання                | Збірна | Вагова категорія          | Місце  |
| ----------------------- | ------ | ------------------------- | ------ |
| Ігри Співдружності 2014 | Індія  | вільна боротьба, до 57 кг | Золото |

### Виступи на Південноазійських іграх
| Змагання                   | Збірна | Вагова категорія          | Місце  |
| -------------------------- | ------ | ------------------------- | ------ |
| Південноазійські ігри 2016 | Індія  | вільна боротьба, до 70 кг | Золото |

### Виступи на інших змаганнях
| Змагання                                                    | Збірна | Вагова категорія          | Місце  |
| ----------------------------------------------------------- | ------ | ------------------------- | ------ |
| Кубок Тахті 2015                                            | Індія  | вільна боротьба, до 70 кг | 12     |
| Pro Wrestling League 2015                                   | Індія  | команда                   | Золото |
| Pro Wrestling League 2017                                   | Індія  | команда                   | 6      |
| Клубний чемпіонат світу з боротьби 2017                     | Індія  | команда                   | 6      |
| Pro Wrestling League 2019                                   | Індія  | команда                   | 6      |
| Pro Wrestling League 2019                                   | Індія  | команда                   | Срібло |
| Турнір міста Сассарі з боротьби 2019                        | Індія  | вільна боротьба, до 74 кг | 5      |
| Турнір Яшара Догу 2019                                      | Індія  | вільна боротьба, до 74 кг | 14     |
| Олімпійський кваліфікаційний турнір з боротьби 2020 (Софія) | Індія  | вільна боротьба, до 74 кг | 17     |

### Виступи на змаганнях молодших вікових груп
| Змагання                                      | Збірна | Вагова категорія          | Місце  |
| --------------------------------------------- | ------ | ------------------------- | ------ |
| Чемпіонат Азії з боротьби серед кадетів 2006  | Індія  | вільна боротьба, до 63 кг | Срібло |
| Чемпіонат Азії з боротьби серед кадетів 2006  | Індія  | вільна боротьба, до 54 кг | 5      |
| Чемпіонат світу з боротьби серед юніорів 2007 | Індія  | вільна боротьба, до 66 кг | 22     |
| Чемпіонат світу з боротьби серед юніорів 2008 | Індія  | вільна боротьба, до 66 кг | 15     |